# Liste d'affaires criminelles au Canada
 (juin 2025).
Si vous disposez d'ouvrages ou d'articles de référence ou si vous connaissez des sites web de qualité traitant du thème abordé ici, merci de compléter l'article en donnant les références utiles à sa vérifiabilité et en les liant à la section « Notes et références ».
Cette page présente de manière non exhaustive des affaires criminelles canadiennes notoires.

## Québec

### XXesiècle

#### 1950-1999
| Année | Ville                         | Affaire                                                  | Résumé |
| ----- | ----------------------------- | -------------------------------------------------------- | --- |
| 1953  | Gaspé                         | Affaire Coffin                                           | Wilbert Coffin pendu le 10 février 1956 pour le meurtre de trois chasseurs américains; culpabilité toujours contestée.                             |
| 1971  | Saint-Ouen-sur-Seine (France) | Mario Bachand                                            | Assassinat non élucidé de François Mario Bachand, militant du FLQ, le 29 mars 1971 à Saint-Ouen (France).                                          |
| 1972  | Montréal                      | Incendie du Blue Bird                                    | Incendie criminel du Blue Bird Café le 1er septembre 1972 à Montréal : 37 morts, l'une des pires tragédies de la ville.                            |
| 1972  | Montréal                      | Vol au Musée des beaux-arts de Montréal en 1972          | Vol au Musée des beaux-arts de Montréal en 1972 : œuvres d'une valeur de 2 millions $ dérobées; jamais retrouvées.                                 |
| 1977  | Stoke                         | Enlèvement de Charles Marion                             | Enlèvement de Charles Marion du 6 août au 27 octobre 1977 en Estrie, le plus long au Canada; les ravisseurs condamnés, Marion se suicide en 1999.  |
| 1984  | Québec                        | Fusillade du 8 mai 1984 à l'hôtel du Parlement du Québec | Fusillade du 8 mai 1984 à l'Assemblée nationale du Québec : 3 morts et 13 blessés; Denis Lortie arrêté.                                            |
| 1984  | Montréal                      | Affaire Denise Morelle                                   | Meurtre de la comédienne Denise Morelle, disparue le 17 juillet 1984 à Montréal; meurtrier identifié 23 ans plus tard.                             |
| 1984  | Montréal                      | Explosion à la gare centrale de Montréal                 | Attentat à la bombe à la gare centrale de Montréal le 3 septembre 1984; plusieurs blessés signalés.                                                |
| 1985  | Lennoxville                   | Massacre de Lennoxville                                  | Massacre de Lennoxville le 24 mars 1985 : 5 membres des Hells Angels assassinés; événement déclencheur de la guerre des motards au Québec.         |
| 1987  | Montréal                      | Affaire Griffin-Gosset                                   | Mort d'Anthony Griffin le 11 novembre 1987 à Montréal, abattu par le policier Allan Gosset; affaire hautement médiatisée.                          |
| 1989  | Montréal                      | Tuerie de l'École polytechnique de Montréal              | Tuerie de l'École polytechnique de Montréal le 6 décembre 1989 : Marc Lépine tue 14 femmes et en blesse 14 autres avant de se suicider.            |
| 1990  | Val-d'Or                      | Meurtre de Sandra Gaudet                                 | Meurtre de Sandra Gaudet (14 ans) dans la nuit du 9 au 10 mars 1990 à Val-d'Or; deux hommes accusés puis libérés.                                  |
| 1992  | Montréal                      | Tuerie de l'Université Concordia                         | Tuerie de l'Université Concordia le 24 août 1992 à Montréal : Valery Fabrikant tue 4 collègues et en blesse 1 autre.                               |
| 1996  | Montréal                      | Affaire Danielle Blais                                   | Meurtre de son fils autiste (6 ans) par noyade par Danielle Blais le 7 novembre 1996 à Montréal.                                                   |
| 1999  | Terrebonne                    | Affaire Julie Surprenant                                 | Disparition non résolue de Julie Surprenant (16 ans), disparue le 15 novembre 1999 à Terrebonne; confession posthume du principal suspect en 2006. |

### XXIesiècle

#### 2000 à aujourd'hui
| Année       | Ville                                             | Affaire                                      | Résumé |
| ----------- | ------------------------------------------------- | -------------------------------------------- | --- |
| Années 2000 | Montréal                                          | Affaire Norshield                            | Fraude financière au Canada; pertes de centaines de millions pour près de 2000 investisseurs. |
| Années 2000 | Montréal                                          | Affaire Norbourg                             | Fraude financière majeure au Québec impliquant Vincent Lacroix et la firme Norbourg. |
| 2001        | Au Québec et dans plusieurs provinces canadiennes | Opération Printemps 2001                     | Vaste coup de filet contre les Hells Angels et alliés au Québec; l'une des plus grandes opérations contre le crime organisé au Canada.                                                                               |
| 2002        | Sherbrooke                                        | Affaire Julie Boisvenu                       | Disparition, meurtre et condamnation de l’agresseur de Julie Boisvenu (27 ans), disparue en juin 2002 à Sherbrooke; affaire marquante pour les droits des victimes au Québec.                                        |
| 2002        | Québec                                            | Opération Scorpion                           | Démantèlement d'un réseau de prostitution juvénile à Québec; plusieurs proxénètes et clients arrêtés. |
| 2006        | Montréal                                          | Fusillade au Collège Dawson                  | Fusillade au Collège Dawson le 13 septembre 2006 à Westmount : 1 victime et une vingtaine de blessés; le tireur se suicide.                                                                                          |
| 2007        | Trois-Rivières                                    | Affaire Cédrika Provencher                   | Disparition et meurtre non résolu de Cédrika Provencher (9 ans), disparue le 31 juillet 2007 à Trois-Rivières; restes retrouvés en 2015 à Saint-Maurice.                                                             |
| 2008        | Montréal                                          | Affaire Fredy Villanueva                     | Mort de Fredy Villanueva (18 ans) le 9 août 2008 à Montréal-Nord, abattu par un policier; a déclenché des émeutes locales.                                                                                           |
| 2009        | Saint-Hyacinthe                                   | Affaire Diane Grégoire                       | Disparition en 2008 et meurtre de Diane Grégoire; son époux Paul Laplante, principal suspect, se suicide en 2012 avant procès.                                                                                       |
| 2009        | Piedmont                                          | Affaire Guy Turcotte                         | Double meurtre de ses enfants (3 et 5 ans) par Guy Turcotte le 20 février 2009 à Piedmont; condamné après deux procès.                                                                                               |
| 2009        | Québec                                            | Opération SharQc                             | Vaste coup de filet contre les Hells Angels au Québec; aboutissement de 81 enquêtes depuis 1992. |
| 2011        | Sherbrooke                                        | Affaire Chantal Lavigne                      | Mort de Chantal Lavigne en juillet 2011 à Sherbrooke lors d'une séance de sudation ésotérique; trois personnes condamnées.                                                                                           |
| 2011        | Saint-Louis-de-Blandford                          | Vol de sirop d'érable du siècle              | Vol de sirop d’érable du siècle (2011–2012) au Québec : 3 000 tonnes volées pour une valeur de 18,7 millions $; plusieurs arrestations.                                                                              |
| 2012        | Montréal                                          | Attentat du Métropolis                       | Attentat du Métropolis le 4 septembre 2012 à Montréal : 1 mort et 1 blessé lors du discours de Pauline Marois; le tireur arrêté.                                                                                     |
| 2013        | Gatineau                                          | Fusillade du 5 avril 2013 à Gatineau         | Fusillade le 5 avril 2013 dans une garderie de Gatineau : 1 employé tué; le tireur se suicide, aucun enfant blessé.                                                                                                  |
| 2014        | Saint-Jean-sur-Richelieu                          | Attentat de Saint-Jean-sur-Richelieu de 2014 | Attentat à Saint-Jean-sur-Richelieu le 20 octobre 2014 : 1 militaire tué, 1 blessé; l'assaillant islamiste radical abattu par la police.                                                                             |
| 2017        | Québec                                            | Attentat de la grande mosquée de Québec      | Attentat à la grande mosquée de Québec le 29 janvier 2017 : 6 morts et plusieurs blessés; Alexandre Bissonnette reconnu coupable.                                                                                    |
| 2018        | Montréal                                          | Affaire Ariel Jeffrey Kouakou                | Disparition non élucidée d'Ariel Jeffrey Kouakou (10 ans) le 12 mars 2018 à Montréal; jamais retrouvé malgré de vastes recherches.                                                                                   |
| 2019        | Québec                                            | Meurtre matricide de Limoilou                | Meurtre d'une femme par son fils de 17 ans le 16 février 2019 à Limoilou. Il est condamné en 2021 à la prison à perpétuité. En avril 2025, le procès est annulé en raison de doutes sur son intentionnalité de tuer. |
| 2020        | Saint-Apollinaire                                 | Affaire Carpentier                           | Meurtre de ses deux filles (6 et 11 ans) par Martin Carpentier le 8 juillet 2020 à Saint-Apollinaire; Carpentier retrouvé mort.                                                                                      |
| 2020        | Québec                                            | Attaque du 31 octobre 2020 à Québec          | Attaque au sabre le 31 octobre 2020 dans le Vieux-Québec : 2 morts et 5 blessés; l'assaillant a été arrêté. |
| 2023        | Amqui                                             | Attaque du 13 mars 2023 à Amqui              | Attaque à la camionnette le 13 mars 2023 à Amqui : 3 morts et 8 blessés; le conducteur arrêté et accusé de gestes prémédités.                                                                                        |
| 2023        | Laval                                             | Attentat à la garderie de Laval              | Attaque à la garderie de Laval le 8 février 2023 : un autobus percute l'établissement, tuant 2 enfants et blessant 6 autres; le conducteur jugé non criminellement responsable en 2025.                              |